# Janákova vila (Pelhřimov)
Janákova vila, zvaná též Vila Jana Drechsela, je kubistická stavba v Pelhřimově. Byla postavena v letech 1912 a 1913 architektem Pavlem Janákem pro pelhřimovského okresního hejtmana a místodržitelského radu Jana Drechsela. Jedná se o jednu ze dvou kubistických staveb navržených architektem Janákem v Pelhřimově. Zatímco Fárův dům (1914) se nachází na pelhřimovském Masarykově náměstí, Janákova vila stojí mimo historické centrum města na ulici Strachovská 331.

## Popis stavby
Architekt Pavel Janák pobýval v Pelhřimově na základě pozvání učitele Karla Polesného, který byl ve styku s nastupující generací moderních architektů. Podle Janákova návrhu vystavěl Karel Postránecký v letech 1912/1913 elegantní jednopatrovou vilu pro pelhřimovského okresního hejtmana Jana Drechsela v čistě kubistickém stylu. Červenohnědá stavba s téměř čtvercovým půdorysem má na průčelí čtyři okna s okrově žlutým, šikmo ustupujícím ostěním. Barva domovní fasády je dokladem Janákova zájmu o barevnost kubistického objektu. Dvě sdružená okna podobného typu jsou umístěna také v lomených štítech Drechselovy vily. Krytá terasa domu spočívá na pěti křížově profilovaných sloupech, které se v horní části rozšiřují do kubistických kalichů. Také sloupky v oplocení malé předzahrádky mají podobně profilovaný tvar. Celý plot je nápadný řadou vertikálních, horizontálních a diagonálních linií, které jako celek připomínají krystalovou mřížku. Také další prvky, například kliky nebo okapové svody, mají kubistické tvarování. Barevnost fasád i celkový vnější vzhled domu kontrastuje se střízlivým uspořádáním jeho interiéru. Reprezentativní místnosti v přízemí vily, jídelna a obývací pokoj, jsou přivráceny do ulice, zatímco ložnice má orientaci do zahrady. V přízemí byl ještě hostinský pokoj, kuchyň a koupelna. Na vstupní prostor chodby navazuje schodiště do 1. patra, kde byly další dva pokoje. Stavba jako celek se tak vyznačuje mimořádnou kubistickou koncepcí s promyšlenými detaily.